# Emily Watson

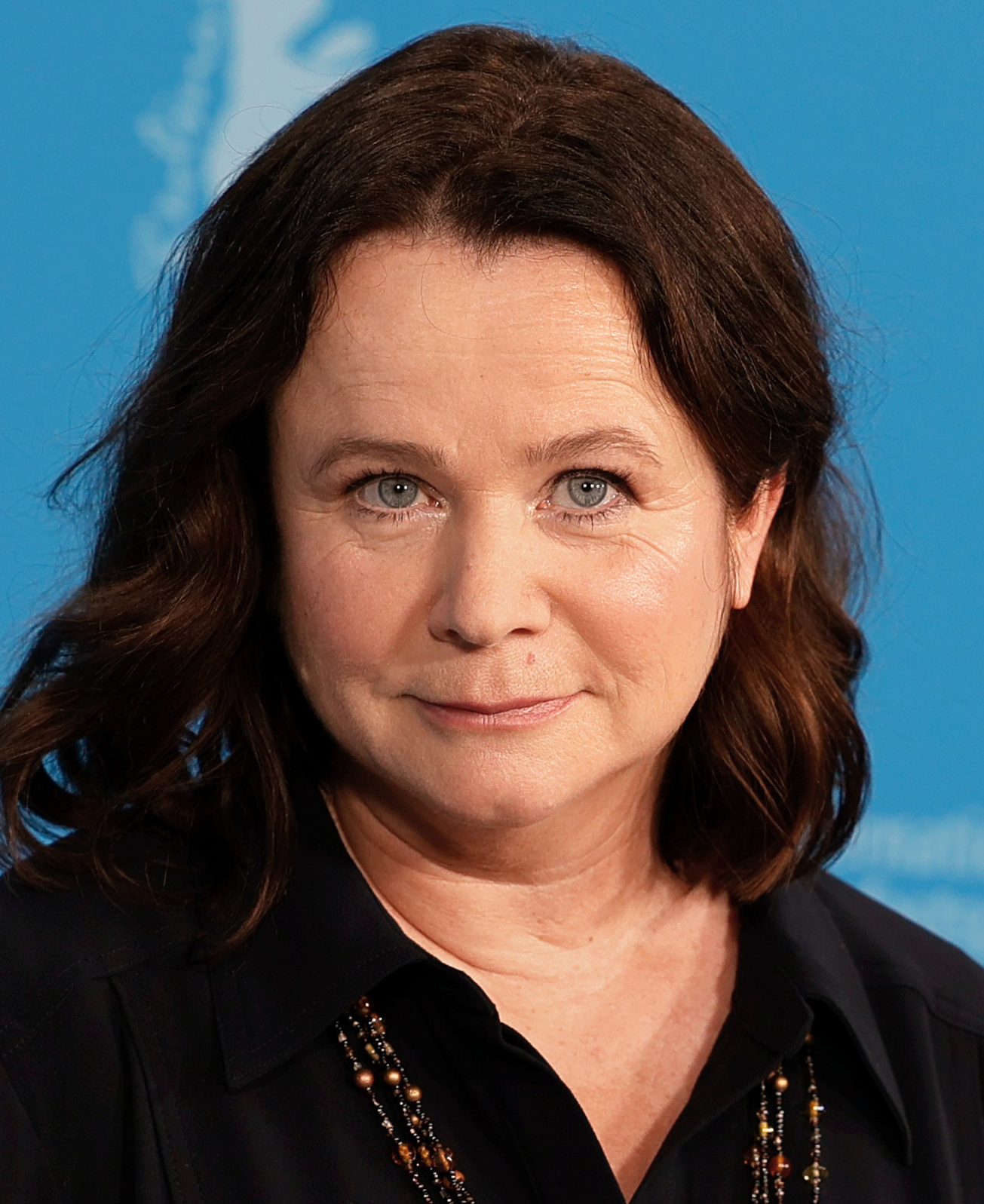
Emily Watson bei der Berlinale 2024

Emily Margaret Watson, OBE (* 14. Januar 1967 in Islington, London), ist eine britische Schauspielerin.

## Leben und Karriere
Obwohl ihr dreimal die Aufnahme in die Schauspielschule verweigert wurde, stieß Watson 1992 zur Royal Shakespeare Company.
Watson war 1997 für ihr Debüt in Breaking the Waves und 1999 für Hilary & Jackie – in dem sie die Cellistin Jacqueline du Pré darstellte – für einen Oscar in der Kategorie Beste Hauptdarstellerin nominiert. Für Breaking the Waves wurde ihr auch der Europäische Filmpreis ebenfalls in der Kategorie Beste Hauptdarstellerin verliehen. Obwohl sie fast nur im Independent-Bereich tätig ist, übernahm sie die Rolle der Reba McClane in Roter Drache, im selben Jahr spielte sie eine Nebenrolle in Equilibrium. In der englischen Synchronisation des deutschen Animationsfilms Back to Gaya sprach sie eine der Figuren, ebenso wie in Corpse Bride – Hochzeit mit einer Leiche.
Watson ist seit 1995 mit ihrem Schauspielkollegen aus Der Boxer, Jack Waters, verheiratet und hat mit ihm eine Tochter (* 2005) und einen Sohn (* 2009). 2015 wurde sie mit dem Order of the British Empire ausgezeichnet.

## Filmografie (Auswahl)
- 1996: Breaking the Waves
- 1997: Der Boxer (The Boxer)
- 1997: Metroland
- 1998: Hilary & Jackie
- 1999: Das schwankende Schiff (Cradle Will Rock)
- 1999: Die Asche meiner Mutter (Angela’s Ashes)
- 2000: Lushins Verteidigung (The Luzhin Defence)
- 2000: Trixie
- 2001: Gosford Park
- 2002: Equilibrium
- 2002: Punch-Drunk Love
- 2002: Roter Drache (Red Dragon)
- 2004: Back to Gaya (Stimme)
- 2004: The Life and Death of Peter Sellers
- 2005: Corpse Bride – Hochzeit mit einer Leiche (Tim Burton’s Corpse Bride, Stimme)
- 2005: The Proposition – Tödliches Angebot (The Proposition)
- 2005: Geliebte Lügen (Separate Lies)
- 2006: Kreuzzug in Jeans (Kruistocht in spijkerbroek)
- 2006: Miss Potter
- 2007: Mein Freund, der Wasserdrache (The Water Horse: Legend of the Deep)
- 2008: Zurück im Sommer (Fireflies in the Garden)
- 2008: Synecdoche, New York
- 2008: Memory Keeper – Schatten der Vergangenheit (The Memory Keeper’s Daughter)
- 2009: Mitten im Sturm (Within the Whirlwind)
- 2010: Cemetery Junction
- 2010: Oranges and Sunshine
- 2011: Gefährten (War Horse)
- 2011: Die Vertraute des Mörders (Appropriate Adult, Fernsehminiserie, 2 Episoden)
- 2012: Anna Karenina
- 2013: Die Bücherdiebin (The Book Thief)
- 2013: Der Mann an ihrer Seite (The Politician’s Husband, Miniserie, 3 Episoden)
- 2013: Dido Elizabeth Belle (Belle)
- 2014: Testament of Youth
- 2014: Die Entdeckung der Unendlichkeit (The Theory of Everything)
- 2015: Little Boy
- 2015: A Royal Night – Ein königliches Vergnügen (A Royal Night Out)
- 2015: Everest
- 2015: Molly Moon (Molly Moon and the Incredible Book of Hypnotism)
- 2017: Genius (Fernsehserie)
- 2017: Nachdem ich ihm begegnet bin (Apple Tree Yard, TV-Miniserie)
- 2017: Kingsman: The Golden Circle
- 2017: Am Strand (On Chesil Beach)
- 2018: The Happy Prince
- 2018: King Lear
- 2019: Chernobyl (Fernsehserie, 4 Episoden)
- 2021: Too Close (Fernsehserie, 3 Episoden)
- 2022: God’s Creatures
- 2024: Small Things Like These
- 2024: Dune: Prophecy (Fernsehserie)
- 2025: Die Legende von Ochi (The Legend of Ochi)

## Auszeichnungen
Oscar
- 1997: Nominierung als Beste Hauptdarstellerin für Breaking the Waves
- 1999: Nominierung als Beste Hauptdarstellerin für Hilary & Jackie

Golden Globe Award
- 1997: Nominierung als Beste Hauptdarstellerin – Drama für Breaking the Waves
- 1999: Nominierung als Beste Hauptdarstellerin – Drama für Hilary & Jackie
- 2005: Nominierung als Beste Nebendarstellerin – Serie, Mini-Serie oder TV-Film für The Life and Death of Peter Sellers
- 2012: Nominierung als Beste Hauptdarstellerin – Mini-Serie oder Fernsehfilm für Die Vertraute des Mörders (Appropriate Adult)
- 2020: Nominierung als Beste Nebendarstellerin – Serie, Mini-Serie oder Fernsehfilm für Chernobyl

Primetime Emmy Award
- 2019: Nominierung als Beste Nebendarstellerin in einer Miniserie oder Fernsehfilm für Chernobyl

Screen Actors Guild Award
- 1999: Nominierung als Beste Hauptdarstellerin für Breaking the Waves
- 2002: Bestes Schauspielensemble (gemeinsam mit Eileen Atkins, Bob Balaban, Alan Bates, Charles Dance, Stephen Fry, Michael Gambon, Richard E. Grand, Tom Hollander, Derek Jacobi, Kelly MacDonald, Helen Mirren, Jeremy Northam, Clive Owen, Ryan Phillippe, Kristin Scott Thomas, Maggie Smith, Geraldine Somerville, Sophie Thompson und James Wilby) für Gosford Park
- 2012: Nominierung als Beste Hauptdarstellerin in einer Mini-Serie oder Fernsehfilm für Die Vertraute des Mörders (Appropriate Adult)
- 2015: Nominierung für das Beste Schauspielensemble (gemeinsam mit Eddie Redmayne, Felicity Jones, Charlie Cox, Simon McBurney und David Thewlis) für Die Entdeckung der Unendlichkeit
- 2020: Nominierung als Beste Hauptdarstellerin in einem Fernsehfilm oder Miniserie für Chernobyl

Satellite Award
- 1996: Nominierung als Beste Hauptdarstellerin – Drama für Breaking the Waves
- 1998: Nominierung als Beste Hauptdarstellerin – Drama für Hilary & Jackie
- 2001: Nominierung als Beste Nebendarstellerin – Komödie oder Musical für Gosford Park
- 2001: Beste Besetzung – Film für Gosford Park
- 2004: Nominierung als Beste Nebendarstellerin – Serie, Mini-Serie oder Fernsehfilm für The Life and Death of Peter Sellers
- 2011: Nominierung als Beste Hauptdarstellerin für Oranges and Sunshine
- 2013: Nominierung als Beste Nebendarstellerin für Die Bücherdiebin
- 2019: Nominierung als Beste Nebendarstellerin – Serie, Mini-Serie oder Fernsehfilm für Chernobyl

Internationale Filmfestspiele Berlin
- 2024: Silberner Bär – Beste Nebenrolle in Small Things Like These